# Степан Берил
Степан Йорданович Берил (на руски: Степан Иорданович Берил) е молдовски учен (физик) в Приднестровието от български произход.
Действителен член е на Руската академия на науките, председател на Приднестровския филиал на Руската академия на естествените науки. Бивш ректор (1996 – 2014) и настоящ почетен президент на Приднестровския държавен университет „Тарас Шевченко“.
По народност е българин. Роден е в с. Копиловка (Копыловка), Асиновски район, Томска област, РСФСР в семейството на репресиран българин от Бесарабия. Завръща се в Бесарабия, завършва училище, влиза във ВЛКСМ. Завършва Кишиневския държавен университет (1973). Става кандидат (1979) и доктор (1991) на физико-математическите науки.
Работи в Института по приложна физика на Молдавската академия на науките. От 1991 г. е завеждащ катедрата по теоретична физика на Приднестровския държавен университет, от 1996 до 11 юли 2014 г. е ректор на същия университет, от декември 2014 г. е почетен президент на университета за срок от 5 години.
Публикувал е над 350 научни и научно-методични работи, 2 монографии, съавтор е на научно откритие, положило началото на ново направление в експерименталната физика.